# Evgenija Tarasova
Evgenija Maksimovna Tarasova (in russo Евгения Максимовна Тарасова?; Kazan', 17 dicembre 1994) è un'ex pattinatrice artistica su ghiaccio russa, medaglia d'argento nella gara a squadre alle Olimpiadi di Pyeongchang 2018 in coppia con Vladimir Morozov. Ha vinto inoltre tre medaglie ai campionati mondiali, due argenti e un bronzo, ed è stata due volte campionessa europea (nel 2017 e 2018), oltre ad avere vinto pure due medaglie d'argento e altrettanti bronzi continentali in coppia sempre con Morozov, insieme al quale si è pure aggiudicata la finale del Grand Prix 2016-17.

## Biografia
Tarasova ha iniziato a gareggiare a livello internazionale in singolo nel 2008, partecipando al Grand Prix juniores. In seguito è passata al pattinaggio a coppie, debuttando in questa specialità insieme al compagno Egor Chudin. Nella primavera del 2012, su suggerimento dell'allenatrice Nina Mozer, Tarasova ha iniziato a competere insieme al nuovo compagno Vladimir Morozov, con il quale lo stesso anno ha vinto il primo titolo senior conquistando la Warsaw Cup.
Reduce da un secondo posto ottenuto ai Mondiali juniores, alla sua prima partecipazione ai campionati europei vince la medaglia di bronzo a Stoccolma 2015. Successivamente partecipa ai suoi primi Mondiali senior piazzandosi al 6º posto durante Shanghai 2015. Già vincitrice della finale del Grand Prix 2016-17, nel 2017 si laurea per la prima volta campionessa europea; lo stesso anno ottiene anche il 3º posto ai campionati mondiali.
Tarasova e Morozov si confermano campioni europei a Mosca 2018; prendono poi parte alle Olimpiadi di Pyeongchang 2018 contribuendo al secondo posto ottenuto dalla rappresentativa di atleti russi, piazzandosi primi nel programma corto della gara a squadre. Mancano il podio olimpico nel pattinaggio a coppie classificandosi quarti con 224.93 punti, dietro la coppia canadese medaglia di bronzo formata da Meagan Duhamel ed Eric Radford (230.15 punti). Si rifanno vincendo la medaglia d'argento ai Mondiali di Milano 2018, dietro i campioni olimpici Aljona Savchenko e Bruno Massot.
Dopo avere vinto due titoli europei consecutivi, ai campionati di Minsk 2019 Tarasova e Morozov devono accontentarsi del secondo posto, venendo superati dalla coppia francese formata da Vanessa James e Morgan Ciprès. Ai Mondiali di Saitama 2019 terminano il programma corto al primo posto, ma dopo il programma libero vengono relegati in seconda posizione dai cinesi Sui Wenjing e Han Cong.
Ha annunciato il ritiro dall'attività agonistica il 13 novembre 2023.

## Programmi
(con Morozov)
| Stagione  | Programma corto                                                 | Programma libero                                                                                         | Esibizioni                                                  |
| --------- | --------------------------------------------------------------- | --- | ----------------------------------------------------------- |
| 2019-2020 | - Boléro di Maurice Ravel                                       | - Ti amo di Umberto Tozzi                                                                                |                                                             |
| 2018-2019 | - I Got You (I Feel Good) di James Brown                        | - The Winter di Balmorhea                                                                                | - Nobody Home eseguita dalla London Philharmonic Orchestra  |
| 2017-2018 | - Concerto per pianoforte n. 2 di Sergej Vasil'evič Rachmaninov | - Candyman di Christina Aguilera                                                                         | - Ordinary People di John Legend                            |
| 2016-2017 | - Glam (Electro Swing Remix) di Dimie Cat                       | - Music di John Miles                                                                                    | - Ordinary People di John Legend                            |
| 2015-2016 | - Lord of the Dance - Warriors di Ronan Hardiman                | - Notturno op. 9 n. 2 - Preludio op. 28 n. 4 - Studio op. 10 n. 12 di Fryderyk Chopin                    | - I Guess I Loved You di Lara Fabian                        |
| 2014-2015 | - Sarabande Suite (Aeternae) di Globus                          | - Hello di Lionel Richie eseguita dalla London Symphony Orchestra                                        | - I Guess I Loved You di Lara Fabian                        |
| 2013-2014 | - El Tango de Roxanne dal film Moulin Rouge!                    | - Aria di Johann Sebastian Bach - Le quattro stagioni di Antonio Vivaldi - Aria di Johann Sebastian Bach | - How Invigorating are the Evenings in Russia di Belyi Orel |
| 2012-2013 | - Liquidation (colonna sonora)                                  | - Il fantasma dell'opera sul ghiaccio di Roberto Danova                                                  | - Il fantasma dell'opera sul ghiaccio di Roberto Danova     |

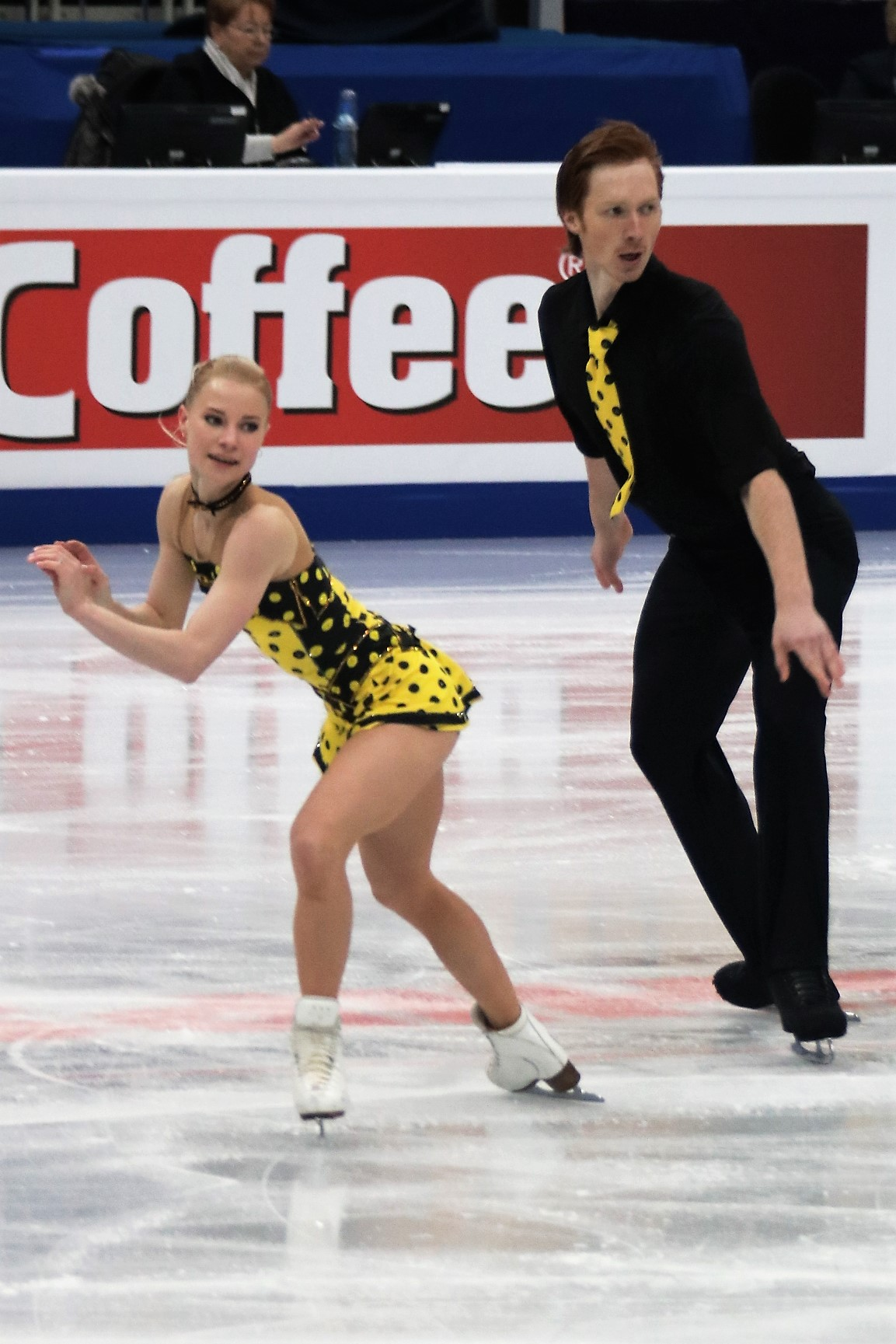
Tarasova con Morozov durante gli Europei di Mosca 2018

## Palmarès

### Con Morozov
| Giochi olimpici invernali |    |    |    |    |             | 4ª |    |    |    | 2ª |    |
| Campionati mondiali |    |    | 6ª | 5ª | 3ª          | 2ª | 2ª | C  | 4ª |    |    |
| Campionati europei |    |    | 3ª | 3ª | 1ª          | 1ª | 2ª | 2ª | C  | 2ª |    |
| GP Finale |    |    |    |    | 1ª          | 5ª | 3ª |    |    | C  |    |
| GP Rostelecom Cup |    |    | 2ª |    |             | 1ª | 1ª | 2ª |    |    |    |
| GP NHK Trophy |    |    |    |    |             |    |    |    |    | 2ª |    |
| GP Skate America |    |    |    |    | 3ª          |    | 1ª |    | R  | 1ª |    |
| GP Skate Canada |    |    | 3ª | 2ª |             |    |    | 3ª |    |    |    |
| GP Trophée de France |    |    |    | 7ª | 2ª          | 1ª |    |    |    |    |    |
| CS Finlandia Trophy |    |    |    |    |             |    | 1ª |    |    | 2ª |    |
| CS Golden Spin |    |    |    | 1ª |             |    |    |    |    |    |    |
| CS Nebelhorn Trophy |    |    | 2ª |    |             | 1ª |    |    |    |    |    |
| CS Nepela Trophy |    |    |    | 3ª | 1ª          |    |    |    |    |    |    |
| CS U.S. Classic |    |    |    |    |             |    |    | 2ª |    |    |    |
| CS Warsaw Cup |    |    |    |    |             |    |    |    |    | 1ª |    |
| Universiadi |    | 2ª |    |    |             |    |    |    |    |    |    |
| Challenge Cup |    |    |    |    |             |    |    |    | 1ª |    |    |
| Cranberry Cup |    |    |    |    |             |    |    |    |    | 1ª |    |
| NRW Trophy | 4ª |    |    |    |             |    |    |    |    |    |    |
| Warsaw Cup | 1ª |    |    |    |             |    |    |    |    |    |    |
| Internazionali: categoria Junior |    |    |    |    |             |    |    |    |    |    |    |
| Campionati mondiali | 5ª | 2ª |    |    |             |    |    |    |    |    |    |
| JGP Finale |    | 4ª |    |    |             |    |    |    |    |    |    |
| JGP Croazia | 5ª |    |    |    |             |    |    |    |    |    |    |
| JGP Estonia |    | 3ª |    |    |             |    |    |    |    |    |    |
| JGP Lettonia |    | 2ª |    |    |             |    |    |    |    |    |    |
| Nazionali |    |    |    |    |             |    |    |    |    |    |    |
| Campionati russi | 5ª | 8ª | 2ª | 3ª | 2ª          | 1ª | 1ª | 2ª | 1ª | 3ª | 3ª |
| Eventi a squadre |    |    |    |    |             |    |    |    |    |    |    |
| Giochi olimpici invernali |    |    |    |    |             | 1ª |    |    |    |    |    |
| World Team Trophy |    |    |    |    | 2ª S (2ª P) |    |    |    |    |    |    |
| CS = Challenger Series; GP = Grand Prix; JGP = Junior Grand Prix; R = Ritirati; C = Evento cancellato; S = risultato della squadra; P = risultato personale |    |    |    |    |             |    |    |    |    |    |    |

### Con Chudin
| Risultati                     | Risultati      | Risultati      |
| Internazionali                | Internazionali | Internazionali |
| Evento                        | 2010–11        | 2011–12        |
| ----------------------------- | -------------- | -------------- |
| Ice Challenge                 |                | 5ª             |
| Coppa internazionale di Nizza |                | 8ª             |
| Mont Blanc Trophy             | 3ª             |                |